# Комітет Верховної Ради України з питань промислової та інвестиційної політики
Комітет Верховної Ради України з питань промислової та інвестиційної політики — колишній профільний комітет Верховної Ради України.
Створений 25 грудня 2012 р., проіснував до 4 грудня 2014 р.

## Предмет відання
- промислова політика та розвиток окремих галузей виробництва;
- зовнішньоекономічна, інвестиційна діяльність, спеціальні (вільні) економічні зони та території пріоритетного розвитку, технологічні парки;
- стандартизація, підтвердження відповідності, акредитація та метрологічна діяльність;
- публічно-приватне партнерство;
- космічна діяльність.

## Склад[1]
Керівництво:
- Воропаєв Юрій Миколайович  — Голова Комітету
- Фаєрмарк Сергій Олександрович — Перший заступник голови Комітету
- Бойко Володимир Семенович — Заступник голови Комітету
- Горохов Сергій Олександрович — Заступник голови Комітету
- Богуслаєв Вячеслав Олександрович — Заступник голови Комітету
- Немілостівий Віталій Олександрович — Секретар Комітету
- Матвієнков Сергій Анатолійович — Голова підкомітету з питань промислової політики
- Боярський Юрій Іванович — Голова підкомітету з питань державної та приватної інвестиційної політики
- Бідьовка Володимир Анатолійович — Голова підкомітету з питань технічного регулювання

Члени:
- Байсаров Леонід Володимирович
- Литвинов Леонід Федорович
- Мельник Євген Іванович
- Нечаєв Олександр Ігорович
- Чечетов Михайло Васильович[2].